# Strigiphilus portigi
Strigiphilus portigi är en insektsart som beskrevs av Eichler 1953. Strigiphilus portigi ingår i släktet ugglelöss, och familjen fjäderlöss. Arten är reproducerande i Sverige.